# Chalumeau

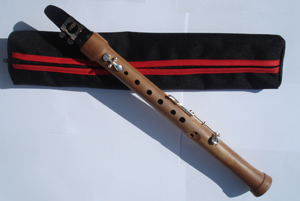
Um chalumeau escolar moderno com 3 chaves.

O chalumeau é um instrumento de sopro de madeira, e precursor da clarinete. Foi popular durante o período barroco. Hoje é usado apenas em conjuntos que usam instrumentos de época. Seu som aveludado deu nome ao registro grave do clarinete. 
Uma versão moderna do instrumento é fabricada para uso escolar em musicalização infantil.